# Konrad 3. af Franken
Konrad 3. (født 1093 eller 1094, død 15. februar 1152 i Bamberg) var den første tyske konge af Hohenstaufen-dynastiet. Han var søn af hertug Frederik 1. af Schwaben og Agnes af Waiblingen, en datter af kejser Henrik 4. I 1116/20 blev han hertug af Franken. Mellem 1127 og 1135 var han modkonge og 1138-1152 tysk konge, (formelt: konge af romerne) og konge af Burgund. Han blev aldrig kronet til kejser og fortsatte med at bruge titlen konge af romerne til sin død.
I 1146 hørte Konrad Bernhard af Clairvaux prædike i Speyer, og han kom til enighed med kong Ludvig 7. af Frankrig om at deltage i det 2. korstog.
Konrad var gift to gange
1. c. 1115, Gertrud von Komburg (død c. 1130-31)
2. 1136, Gertrud von Sulzbach (død 14. april 1146)

| Konrad 3.Huset HohenstaufenFødt: 1093 Død: 15. februar 1152 |                                                                                |                            |
| Titler som regent                                           |                                                                                |                            |
| Foregående: Lothar 3.                                       | Tysk konge (formelt: Romernes Konge) 1138–1152 med Henrik Berengar (1147–1150) | Efterfølgende: Frederik 1. |

1. ↑  Navnet er anført på engelsk og stammer fra Wikidata hvor navnet endnu ikke findes på dansk.